# Univers de Hunger Games

L'univers de Hunger Games est un univers dystopique et fictif dans lequel se déroule la trilogie Hunger Games, série romanesque de Suzanne Collins.

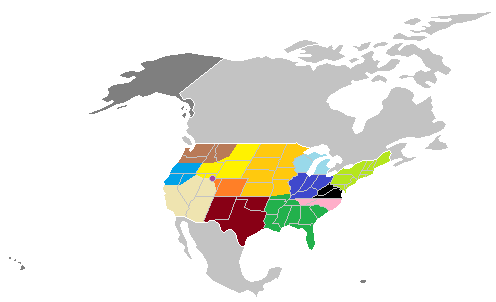
Correspondance supposée entre les actuels États américains et les Districts de Panem ; la montée des océans et le débordement au-delà des frontières américaines n'étant pas pris en compte.
Capitole (Gouvernement)
District 1 (Produits de luxe)
District 2 (Construction, armement, forces de l'ordre)
District 3 (Électronique)
District 4 (Pêche)
District 5 (Énergie) non spécifié dans le tome, spécifié dans les films comme hydroélectrique
District 6 (Transports)
District 7 (Bois)
District 8 (Textile)
District 9 (Blé) non spécifié dans le tome
District 10 (Bétail)
District 11 (Agriculture, notamment fruits et légumes)
District 12 (Charbon)
District 13 (Résistants, Graphite, armement, missiles nucléaires),

- Capitole (Gouvernement)[a 1]
- District 1 (Produits de luxe)[a 2]
- District 2 (Construction, armement, forces de l'ordre)[c 1]
- District 3 (Électronique)[a 3]
- District 4 (Pêche)[a 3]
- District 5 (Énergie) non spécifié dans le tome, spécifié dans les films comme hydroélectrique
- District 6 (Transports)
- District 7 (Bois)[b 1]
- District 8 (Textile)[b 2]
- District 9 (Blé) non spécifié dans le tome
- District 10 (Bétail)[b 3]
- District 11 (Agriculture, notamment fruits et légumes)[a 3]
- District 12 (Charbon)[a 1]
- District 13 (Résistants, Graphite, armement, missiles nucléaires)[a 4],[c 2]

## Panem
Dans l'histoire de Hunger Games, située dans un futur indéterminé, la nation de « Panem » est née des cendres de l'Amérique du Nord à la suite de nombreuses catastrophes : sécheresse, ouragans, inondations ayant englouti une grande partie des terres, suivi d'une guerre entre survivants. Elle possède une capitale appelée le « Capitole » entourée de treize districts, vivant sous différents seuils de pauvreté et contrôlés par le Capitole. 74 ans avant le début du roman, le district 13 déclenche une rébellion contre le Capitole entraînant avec lui les autres districts dans une guerre appelée les « Jours Obscurs » qui déchire le pays. Le Capitole gagne la guerre et le district 13 est détruit. Mais pour rappeler aux habitants des autres districts que les jours obscurs ne devaient pas se reproduire, les Hunger Games furent créés. Panem est donc d'un point de vue régime politique une dictature, dirigée par le Président Coriolanus Snow,,.
Le nom Panem provient de la phrase latine « Panem et circenses » qui signifie « du pain et des jeux ». En échange de nourritures et de spectacles, les citoyens du capitole renoncent à leur responsabilité politique ce qui conforte un pouvoir unique sans partage. Les districts, eux ne sont là que pour fournir ce dont a besoin le Capitole ainsi que des concurrents pour les jeux.

### Le Capitole
Le Capitole est le siège du gouvernement de Panem. Géographiquement, c'est une grande cité entourée par les montagnes Rocheuses , accessible uniquement par de longs tunnels ferroviaires creusés dans la roche. Elle forme un « carré presque parfait » et possède des tours colorées et de larges avenues. Comparé aux districts, le Capitole possède une technologie très avancée et ses citoyens sont heureux. Ils ignorent la faim et l'oppression qui touchent les douze districts, et s'intéressent plutôt à la mode, aux fêtes, et aux Hunger Games annuels.
La mode au Capitole est très excentrique : les citoyens se maquillent la peau et se colorent les cheveux avec des couleurs vives, ont des tatouages et subissent des opérations de chirurgie esthétique souvent extrêmes. Lors des banquets, il est courant de prendre des breuvages permettant de se faire vomir, pour pouvoir continuer à manger. Les habitants du Capitole se distinguent par leur accent et ont souvent des noms dérivés de la Rome antique.

#### Les pacificateurs
Les pacificateurs sont les forces militaires et policières de Panem. Ils portent des uniformes blancs (dans la version cinématographie, ils portent en plus un casque avec une visière noire qui leur cache totalement le visage à partir du second film, les déshumanisant un peu plus). Les pacificateurs viennent surtout du Capitole et du district 2. Ils s'inscrivent pour 20 ans et ne peuvent ni se marier, ni avoir d'enfants. Ils appliquent l'ordre et sont en première ligne en cas d'émeute ou de révolte. Ils sont dirigés par un chef de district qui veille à ce que les règles émises par le Capitole soient respectées. Les contrevenants peuvent être sévèrement punis et les sanctions peuvent aller de la privation à la flagellation, voire l'exécution immédiate. Dans le district 12 et avant l'arrivée de leur nouveau chef Thread, les pacificateurs appliquent moins sévèrement les lois,.

### District Un
Le district 1 est spécialisé dans la fabrication de produits de luxe. Les tributs de ce district sont des tributs de carrière, c'est-à-dire qu'ils sont entraînés depuis leur plus jeune âge en vue de se porter volontaires aux Hunger Games. Le district 1 est l'un des districts préférés du Capitole, avec le district 2 et 4. Il est également un des plus riches districts.

### District Deux
Le district 2 est spécialisé dans la maçonnerie mais recrute également la plupart des Pacificateurs. Les tributs sont également des carrières. Le district est de grande taille et formé de plusieurs petits villages, chacun basé aux alentours d'une mine. Au centre du district se trouve une montagne, appelée « la Noix » par les rebelles. Véritable forteresse, la noix fut construite après les jours obscurs et la perte du district 13 et ses souterrains militarisés.
À l'origine, le district 2 était spécialisé uniquement dans le secteur minier et des tailleurs de pierre, mais après les jours sombres, il a également été chargé de la production d'armes. Pendant les jours sombres, le district 2 était le plus fidèle allié du Capitole et a reçu un traitement préférentiel de la part du Capitole après la rébellion. Dans le troisième livre au cours de la deuxième rébellion, le district 2 est le dernier à tomber aux mains des rebelles car il est le plus influencé par le Capitole et contient beaucoup de pacificateurs.

### District Trois
Le district 3 est spécialisé dans l'industrie (électronique, automobile, explosifs) ,,.

### District Quatre
Le district 4 est spécialisé dans la pêche. Dans le tome contrairement aux films, les tributs sont généralement des « carrières » sans pour autant bénéficier d'un entraînement spécial. On peut donc supposer qu'il y a beaucoup d'autodidactes.

### District Cinq
On ignore en quoi est spécialisé ce district dans le tome. Toutefois dans le premier film, les costumes des différents tributs sont passés en revue lors du défilé par Claudius Templesmith et César Flickerman. Ce dernier mentionne «Juste derrière (le district 4, la pêche), nous avons les deux travailleurs de centrales électriques». Dans le troisième film, les rebelles détruisent un barrage hydroélectrique situé au District 5 engendrant une grande coupure d'électricité au Capitole ; cela amène à penser que le District 5 est spécialisé dans la fourniture d'énergie électrique, ce qui est finalement confirmé dans le quatrième tome et préquel des trois premier.

### District Six
La spécialisation du 6 n'est pas mentionnée dans le tome. Dans le second film, Katniss et Peeta font un discours au district 8 (qu'on sait spécialisé dans le textile), puis devant un bâtiment numéroté « 06-37 » abritant des hovercrafts dans la scène suivante. Le district 7 étant celui du bois, on peut imaginer que cette scène a lieu dans le district 6 et qu'il est spécialisé dans le transport. Dans L'Embrasement, on a laissé entendre que certains vainqueurs de ce district avaient une dépendance à la morphine, probablement pour oublier ce qu'ils ont vécu dans leurs jeux.

### District Sept
Le district 7 est spécialisé dans l'industrie forestière et produit le bois et le papier.

### District Huit
Le district 8 est spécialisé dans le textile et fournit notamment les uniformes des Pacificateurs
. Le district 8 est le premier à s'être rebellé
. Dans La Révolte, Katniss visite un hôpital dans le district, qui se fait bombarder par le Capitole. Le commandant du district 8, Paylor, sera  élue présidente de Panem après la mort de Coin.

### District Neuf
Spécialisation inconnue dans le tome. Le film laisse à penser que la spécialité du district est la culture agricole.

### District Dix
Le district 10 est spécialisé dans l'élevage de bétail ,.

### District Onze
Le district 11 est spécialisé dans la production de céréales et est d'une taille très importante. Dans le tome 1, on apprend de la petite Rue que les conditions de vie sont très difficiles : les habitants n'ont pas le droit de manger les récoltes sous peine d'être châtiés sévèrement en public. En période de récolte, même les écoliers sont mis à contribution. Un simple vol banal est passible d'exécution. Le 11 fournit l'essentiel de la nourriture de Panem.

### District Douze
Le district 12 est spécialisé dans l'exploitation minière de charbon. Situé dans les Appalaches, c'est un district très pauvre d'environ 8 000 habitants où un marché noir nommé « la Plaque » s'est établi dans un ancien entrepôt de charbon,. En dépit de conditions de vie difficiles, les relations entre habitants et pacificateur sont meilleures que dans le district 11. Les règles sont moins strictes et les gens commercent souvent à l'amiable avec les pacificateurs pour améliorer leur train de vie. Tout change après les 74es jeux. De nouveaux Pacificateurs débarquent et la Plaque est incendiée. La mine ferme deux semaines, les denrées alimentaires font cruellement défaut et les prix augmentent, tout comme les arrestations et les condamnations.
Le district Douze est bombardé avec des bombes incendiaires à peine un quart d'heure après la fin des 75es jeux (3e Expiation), et 90 % des habitants sont tués. Gale parviendra à sauver quelque 800 personnes, dont sa propre famille et celle de Katniss. Ils resteront trois jours dans la forêt avant d'être secourus par les hovercrafts du district 13.
Le douze n'étant plus qu'un vaste charnier, le district se reconstruit lentement après la fin de la guerre. Les nombreux cadavres sont enterrés dans une fosse commune qui était jadis une prairie. Les mines n'étant plus que souvenirs, les sols sont labourés et une usine de médicaments est construite.

### District Treize
Avant les jours obscurs, le district 13 était officiellement spécialisé dans la production de graphite, secrètement dans le nucléaire, mais également armes et munitions. Étant à l'initiative du soulèvement qui mènera Panem aux « jours obscurs », le district a été éliminé. Du moins en théorie car en réalité, il a pris le contrôle du programme nucléaire du Capitole et braqué ses missiles contre lui. Ne voulant pas s'exposer à des représailles, le Capitole cesse les combats avec le treize et ce dernier se fait oublier.
Ses survivants vivent donc dans des sous-sols aménagés sur de multiples niveaux creusés depuis des décennies, ce qui représente la plus grande partie du district. Certaines salles souterraines servent à la production d'électricité, d'autres fournissent l'air, l'eau et des denrées alimentaires. Seuls subsistent en surface les ruines, quelques postes de garde et un terrain d'entraînement.
La vie au district 13 est très stricte. L'emploi du temps de chaque citoyen est tatoué sur son bras et les portions de nourriture sont calculées individuellement en fonction de l'âge, des mensurations, de l'état de santé et des efforts physiques prévus dans l'emploi du temps. À partir de 14 ans, les enfants du district deviennent soldats. La majeure partie de la population du treize ont donc une formation militaire.
Le treize contient toujours une partie de l'armement du Capitole avant les jours obscurs, notamment une flotte d'hovercraft
. Ils sont donc assez bien, voire très bien équipés. Une épidémie de vérole a toutefois sévi autrefois et tué beaucoup de gens, tandis que d'autres devenaient stériles. Le treize accueille donc favorablement les réfugiés des autres districts afin de se repeupler. Cependant, la plupart des habitants de Panem ignorent que le district 13 subsiste et le Capitole fait tout pour en cacher l'existence.
Le treize prépare secrètement la chute du Capitole. Des cellules de résistance parmi les districts sont mises en place depuis de nombreuses années ; des réseaux au sein même du Capitole sont créés afin de l'infiltrer. Il ne lui manque que l'élément déclencheur : ce sera Katniss Everdeen, le Geai moqueur,.

## Les Hunger Games
Chaque année depuis les jours obscurs, le Capitole organise un événement appelé les Hunger Games.

### Les règles
Les Jeux consistent à envoyer dans une arène une fille et un garçon de chaque district tirés au sort, âgés de 12 à 18 ans, soit 24 adolescents au total appelés « tributs », qui devront survivre et se battre à mort.
Le jour de la Moisson a lieu un tirage au sort des tributs féminins et masculins de chaque district. Chaque année, les risques d'être tiré au sort sont proportionnels à l'âge des inscrits : les jeunes de 12 ans sont inscrits une seule fois, ceux de 13 ans deux fois...et ainsi de suite jusqu'à 18 ans. Le Capitole autorise également pour chaque jeune une inscription supplémentaire appelée « Tessarea » en échanges de denrées alimentaires pendant un an pour chaque membre de sa famille.
Après le tirage, le tribut désigné peut être remplacé par un tribut volontaire, à condition qu'il soit éligible et du même sexe.
Les tributs sont ensuite envoyés au Capitole pour être mis en valeur par des stylistes attitrés devant le public, conseillés par un mentor (un ancien vainqueur pour chaque district)  puis entraînés pendant quelques jours au maniement des armes et à la survie en milieu hostile. Ils doivent ensuite tester leurs compétences devant les Juges avant d'être interviewés dans un show télévisé, ceci afin d'attirer des sponsors parmi le public. Ces derniers pourront ensuite payer pour envoyer dans l'arène du matériel à leur tribut préféré suivant les besoins du moment (nourriture, médicament,,...) Les sponsors viennent essentiellement du Capitole mais également des districts.
L'arène diffère chaque année : elle peut être boisée, vallonnée, glacée, aquatique, désertique,,,, mais toujours équipée en son centre d'une corne d'abondance, sorte de grosse structure dorée en forme de conque, contenant des armes , du matériel et des vivres. Les organisateurs des jeux peuvent également lancer des pièges à tout moment, quand ils ne sont pas déjà présents : feu, inondations, animaux génétiquement modifiés,, ,, etc.
Les Hunger Games durent environ deux semaines et tout le monde est tenu de les regarder. Le vainqueur est le dernier tribut à rester en vie. En récompense, il vivra décemment jusqu'à la fin de sa vie, mais devient mentor à son tour. Au Capitole, il devient célèbre et adoré.

### Les Expiations
Les éditions d'Expiation sont des éditions spéciales des Hunger Games qui ont lieu tous les 25 ans. Chaque Expiation inclut une règle supplémentaire, supposée avoir été rédigée à la fin des Jours obscurs. Lors d'une émission spéciale, le président de Panem ouvre l'enveloppe frappée du numéro de l'Expiation et lit la nouvelle règle devant les caméras qui retransmettent ses paroles au Capitole et dans les douze districts
.

#### Vingt-cinquièmes Hunger Games - 1ère Expiation
Lors de la première Expiation, c'est-à-dire les 25es Hunger Games, le tirage au sort n'a pas lieu. À la place, chaque district a dû voter pour choisir la fille et le garçon allant concourir aux Hunger Games.

« Au vingt-cinquième anniversaire des Jeux, afin que les rebelles n’oublient pas qu’ils avaient choisi de verser le premier sang, chaque district a dû tenir une élection et voter pour les tributs qui le représenteraient. »

#### Cinquantièmes Hunger Games - 2ème Expiation
Lors de la seconde Expiation, c'est-à-dire les 50es Hunger Games, deux garçons et deux filles de chaque district sont moissonnés, doublant ainsi le nombre de tributs. Le vainqueur de cette édition est Haymitch Abernathy, qui a gagné en découvrant comment fonctionnait le champ de force entourant l'arène des Hunger Games. La mère de Katniss Everdeen a eu une amie qui s'est fait moissonner durant ces 50es Hunger Games : Mayselee Donner qui a fait une alliance avec Haymitch.

« Au cinquantième anniversaire des Jeux, afin de rappeler que pour chaque citoyen du Capitole tué deux rebelles sont morts, les districts ont dû envoyer deux fois le nombre habituel de tributs. »

#### Soixante-quinzièmes Hunger Games - 3ème Expiation
Lors de la troisième Expiation, c'est-à-dire les 75es Hunger Games, les tributs moissonnés ne sont plus les enfants, mais les vainqueurs encore en vie.

« Au soixante-quinzième anniversaire, afin de rappeler aux rebelles que même les plus forts d'entre eux ne sauraient l'emporter sur le Capitole, les tributs mâles et femelles de chaque district seront moissonnés parmi les vainqueurs survivants. »

Cependant, le second tome laisse penser que cette enveloppe a été truquée et qu'elle n'a pas été écrite 75 ans auparavant, aux débuts des Hunger Games, puisqu'elle répond trop bien aux problèmes que le Capitole rencontre à ce moment.

### La Tournée des Vainqueurs
Pour célébrer la fin des Hunger Games, le tribut vainqueur doit effectuer une tournée dans tout Panem. Pour cela il est assisté par la même équipe qu'il avait durant les jeux : préparateur, styliste, hôtesse et mentor. La tournée dure plusieurs jours et s'effectue en train, seul moyen de transport terrestre entre chaque district. Elle débute toujours par le district 12, puis les autres par ordre décroissant, en passant par le Capitole et se termine par le district du vainqueur. Ce dernier doit lire un discours devant les familles dont il aura peut-être tué les enfants.

### Un système de terreur
Les Hunger Games sont un moyen de contrôler la population par la peur. Un tribut vainqueur devient riche et adulé par le Capitole et son district reçoit un supplément de nourriture durant un an, ce qui donne un espoir à ses habitants : « L'espoir, la seule chose plus puissante que la peur (...) tant qu'elle est contrôlée ». La Tournée des Vainqueurs permet de rappeler aux familles des tributs morts et aux autres la toute puissance du Capitole,. Mais le sadisme des jeux ne s'arrête pas là. Un Vainqueur appartient au Capitole jusqu'à la fin de sa vie. S'il est désirable, il est contraint de vendre son corps aux plus offrants. En cas de refus, ses proches sont éliminés. À chaque édition des jeux suivants, son passé d'ancien vainqueur est exposé aux médias. Il devra à son tour conseiller les deux malheureux tirés au sort sans grand espoir de les revoir vivants. Un moyen de rappeler que « personne ne gagne les jeux, il y a juste des survivants ».

## Les Hunger Games à leurs débuts
Les tout premiers Hunger Games se déroulaient dans un ancien amphithéâtre jadis utilisé pour les événements sportifs. Servant de lieu d'exécution de chefs rebelles à l'issue des « Jours Obscurs », le bâtiment tenait debout malgré les bombardements, mais restait à l'abandon et parsemé de gravas en tout genre. Chaque année, les tributs y étaient enfermés un jour seulement après leur arrivée au Capitole, pour s'entretuer avec toutes sortes d'armes blanches sous l'œil de caméras. Le dernier survivant regagnait simplement son district d'origine et après enlèvement des corps et des armes, l'arène restait telle quelle, soumise aux caprices de la météo. Bien qu'encouragée à regarder les jeux, la population du Capitole s'y désintéressa graduellement. Idem dans les districts où les moyens de retransmissions télévisuelles faisaient de toute façon grandement défaut.
Aussi et afin d'y remédier, de nombreux changements de règles entrèrent en vigueur lors de la 10e édition. Les 24 tributs tirés au sort se virent associer un mentor parmi les meilleurs élèves de l'Académie, puis mis en valeur lors d'interviews. Pour la première fois également, un speaker présentera les jeux, tandis qu'un journaliste interviewera les mentors. Ces derniers sont eux-mêmes encouragés à proposer des idées dans le but de raviver l'intérêt pour les Hunger Games. Les mentors Coriolanus Snow et Sejanus Plinth apporteront tous deux leur pierre à l'édifice, mais chacun à sa manière. Si le premier veut valoriser son tribut pour attirer la sympathie du public, le second souhaite avant tout qu'on traite les tributs avec humanité, jusqu'à remettre en question l'idée même des Hunger Games ; une position qui volera en éclat après la mort de plusieurs tributs et mentors avant même le début des jeux. Toutefois, elle permettra d'impliquer davantage le téléspectateur en envoyant de la nourriture à un tribut s'il peut parier sur lui. Hormis ces changements, les tributs ne seront pas moins maltraités, parqués dans des wagons à bestiaux, affamés durant plusieurs jours, crasseux, et exposés et traités comme des bêtes de foire.
L'expérience de Coriolanus comme mentor puis Pacificateur dans le district 12, et celle acquise auprès de l'antipathique Dr Gaul le poussera à entrevoir les Hunger Games comme une arme de guerre. Outre le maintien de plusieurs changements apportés lors de la 10e édition (paris, présentateurs), le jeune Snow demandera personnellement l'implication des districts en les obligeant à regarder les jeux tout en les récompensant par l'envoi de nourriture si un de ses tributs sort vainqueur. Ce dernier se verra également octroyer la fortune ainsi qu'une maison dans un village dédié. Les règles ainsi revisitées justifieront un peu plus à son initiateur l'existence même des Hunger Games. Outre le fait de punir la rébellion déclenchée par les districts, chaque édition des jeux sera une bataille maîtrisée dans une guerre sans fin pour garder le contrôle sur ses populations, faute d'éteindre complètement les braises. Une population considérée violente de par nature, dans la mesure où même de jeunes adolescents innocents peuvent s'entretuer pour survivre…

### Source
- (en) Cet article est partiellement ou en totalité issu de l’article de Wikipédia en anglais intitulé « The Hunger Games universe » (voir la liste des auteurs).